# À bout portant (manga)
Pour les articles homonymes, voir À bout portant.
À bout portant (ゼロイン, Zero in) est un manga de Sora Inoue. Il a été prépublié dans le magazine Monthly Dragon Age de l'éditeur Fujimi Shobo entre juin 2003 et janvier 2010, et a été compilé en un total de douze tomes. La version française est éditée en intégralité par Pika Édition,.

## Synopsis
Mikuru Mizume est une lycéenne de 16 ans qui défend toujours les gens en difficulté. Elle fait partie de la Police Civile. Elle est très populaire dans son lycée grâce à son physique avantageux. Malgré tout, elle s'entraîne tous les jours pour parfaire sa maîtrise d'un art martial à nul autre pareil. Elle rencontre alors Kou Shiraishi, un lycéen de 16 ans également, qui fut arrêté pour braquage de banque et agression à domicile. Il s'inscrit alors à un programme nommé Minkei, dont il est le seul à réussir l'épreuve finale. Il devient donc Gardien.